# هجوم السفيرة 2014
كان هجوم السفيرة 2014، الذي أُطلق عليه «زئير الأحرار»، عملية قصيرة الأمد أطلقها المعارضون للنظام خلال الحرب الأهلية السورية في محافظة حلب، في محاولة لمهاجمة ثلاثة مواقع للنظام وهي: (
(العدنانية، الزراعة الفوقانية والزراعة التحتانية) من أجل فتح طريق للهجوم على مصانع الدفاع حيث تقلع المروحيات من أجل إلقاء البراميل المتفجرة على حلب، وإدلب وحماة". وقد أنتجت مصانع الدفاع البراميل المتفجرة التي أُسقطت على مدينة حلب وريفها.

## هجوم المتمردين
في 8 أكتوبر، أعلن متمردي أحرار الشام عن بدء معركة أطلق عليها اسم «زئير الأحرار». وفي ذلك اليوم، استولى متمردو هذه المجموعة على قرى قاشوطة، والبرزانية، وديمان، والزراعة التحتانية، والزراعة الفوقانية بالقرب من مصانع الدفاع. وقتل ما لا يقل عن 14 جنديًا و5 متمردين بينما أسقطت مروحيتان أثناء محاولتهما الإقلاع من معامل الدفاع.
وفي 9 أكتوبر، ادعى الجيش أنه شن هجومًا مضادًا على القوات المتمردة في البرزانية، والزراعة، وباشكوي، وبنان الحص، وكفر عكار، والعدنانية، مما أدى إلى إعادة الاستيلاء على عدد من هذه القرى. وادعى الجيش أيضًا أن المتمردين أعادوا توجيه هجومهم إلى ريف خناصر.
وفي 10 أكتوبر، استولي المتمردون علي قرية أبو طبة، مما أدى إلى مقتل 9 جنود وخسائر بين المتمردين. تقع هذه القرية بالقرب من بلدة تل عابور، على بعد 2 كم من معامل الدفاع. استولى المتمردون أيضًا على قرية سدعايا بين عشية وضحاها قبل أن يتم استعادتها في وقت لاحق من ذلك اليوم.

## هجوم الجيش المضاد
في 12 أكتوبر، شن الجيش هجومًا مضادًا واستعاد سيطرته على القرى التي استولى عليها المتمردون منذ 8 أكتوبر.